# Парламентские выборы в Уганде (1961)
Парламентские выборы в протекторате Уганда проходили 23 марта 1961 года. Они стали первыми всеобщими выборами в Законодательный совет Уганды, проведёнными по всей стране за исключением Буганды, кабака (король) которой Мутеса II бойкотировал выборы. В результате наибольшее количество голосов (48,3 %) получил Народный конгресс Уганды, в то время как Демократическая партия получила наибольшее (44 из 82) количество мест парламента.

## Результаты
| Партия                              | Голосов   | %     | Мест | +/−   |
| ----------------------------------- | --------- | ----- | ---- | ----- |
| Народный конгресс Уганды            | 495 909   | 48,3  | 35   | новая |
| Демократическая партия              | 436 420   | 42,5  | 43   | +42   |
| Угандийский национальный конгресс   | 40 134    | 3,9   | 1    | −4    |
| Прочие партии                       | 9 115     | 0,9   | 0    | 0     |
| Независимые                         | 45 946    | 4,5   | 2    | −2    |
| Недействительных/пустых бюллетеней  |           | −     | −    | −     |
| Всего                               | 1 027 524 | 100   | 82   | +72   |
| Зарегистрированных избирателей/Явка | 1 362 755 | 75,40 | −    | −     |
| Источник: Nohlen et al.             |           |       |      |       |